# Банджарская Википедия
Банджа́рская Википе́дия (бандж. Wikipedia bahasa Banjar) — раздел Википедии на банджарском языке, распространённом в южных районах острова Калимантан, а также в районах компактного проживания выходцев с Южного Калимантана в других регионах Индонезии и в Малайзии.

## История
Заявка на открытие раздела была подана 20 февраля 2010 года. 20 сентября того же года заявка была утверждена языковым комитетом. 17 октября 2010 года Раздел был официально запущен.
По состоянию на март 2011 года содержала 10 860 статей. Не имея — в отличие от разделов Википедии на некоторых других местных языках Индонезии — в рядах своих участников последовательных активистов, способных наладить связи с международным вики-сообществом, не получала финансовых дотаций от фонда Викимедиа. По собственным данным, на август 2011 года Банджарская Википедия содержит лишь 1190 статей, находится на 204 месте по количеству статей среди всех разделов Википедии и на восьмом месте по количеству статей среди Википедий на языках Индонезии. Показатель глубины — 27,2.